# الکساندار تسوتکوف
الکساندار تسوتکوف (بلغاری: Александър Александров Цветков؛ زادهٔ ۳۱ اوت ۱۹۹۰) بازیکن فوتبال اهل بلغارستان است.
از باشگاه‌هایی که در آن بازی کرده است می‌توان به باشگاه فوتبال لیتکس لووچ اشاره کرد.
وی همچنین در تیم‌های ملی فوتبال زیر ۲۱ سال بلغارستان و بلغارستان بازی کرده است.